# BMW M
Los modelos de la Serie M de BMW, son versiones de altas prestaciones basadas en los automóviles del propio fabricante, tales como la serie 1, 2, 3, 4, 5 y 6, que han sido modificadas por el departamento BMW Motorsport. Se modifican tanto el chasis, carrocería como la motorización y así conseguir mejores prestaciones. Son rivales directos de los departamentos AMG de Mercedes-Benz y RS de Audi, modelos que se llevan fabricando desde 1972 hasta la actualidad, comenzando con el BMW M1.

## Versiones

### M1
Aunque el departamento Motorsport ya había trabajado en el 3.0 CSL y en 2002, el primer M como tal fue el M1, que no se derivaba de ningún vehículo de la marca, al contrario que el resto de los otros M, fue el automóvil deportivo BMW de esa época, montado en una carrocería E26, fabricado para rivalizar contra el Porsche 911 en los circuitos, su período de producción fue corto desde 1978 hasta 1981.[cita requerida]

### M2
Es el último miembro de la línea de productos BMW M. El primer M2 fue fabricado en 2016 y se presentó en el Salón del Automóvil de Detroit. El concepto recuerda mucho al legendario 1 M cupé y la marca siguió con los mismos pasos de deportivo compacto con motor de seis cilindros en línea y, aunque el M2 convencional ya no está a la venta, existen dos modelos: por un lado, la versión de acceso denominado Competition y por otro el exclusivo BMW M2 CS (Competition Sport).[cita requerida]

### M3
Nació en 1986 con el código de chasis E30, con una motorización de 2302 cm³ (2,3 litros), produciendo 195 CV (192 HP; 143 kW). Posteriormente, fue renovado por un 2467 cm³ (2,5 litros) produciendo 238 CV (235 HP; 175 kW). Lo reemplazó el E36 que apareció en 1992 con un 2990 cm³ (3 litros) produciendo 286 CV (282 HP; 210 kW). En 1995 llegó a Estados Unidos con una cilindrada similar, pero menor potencia de 240 CV (237 HP; 177 kW). Posteriormente, la versión europea obtuvo modificaciones como aumento de cilindrada a 3201 cm³ (3,2 litros) y una mayor potencia 321 CV (317 HP; 236 kW). En la versión americana se tomó como base el motor M52, a diferencia de la versión europea que se mantuvo con la base del M50.
En 2000 se presentó el BMW E46 M3, con un diseño atemporal y una mejora en prestaciones, sensación de conducción y mejor aislamiento y con todas las comodidades de los más actuales. Tenía una cilindrada aumentada ligeramente a 3246 cm³ (3,2 litros) con 343 CV (338 HP; 252 kW) y 360 CV (355 HP; 265 kW) en su versión CSL. Después llegaría la versión de carreras GTR, equipado con un motor V8 de 3997 cm³ (4 litros) con 450 CV (444 HP; 331 kW). Estos modelos están basados en la Serie 3, presente en aquella generación y conocida como BMW E46.
Más tarde se fabricó la gama M del BMW E90, una versión cupé con techo panorámico denominada E92, con un V8 de 3999 cm³ (4 litros) que entregaba 420 CV (414 HP; 309 kW) de potencia. En 2007 se realizó la presentación de este vehículo en el Salón del Automóvil de Ginebra y en primavera de 2008 se presentó el Serie 3 M Sedán.
La 5.ª generación de los M3 se comercializa con código de chasis F80 y solamente se fabrica con carrocería de cuatro puertas. Anteriormente, BMW M competía en el mercado de las sedanes de dos puertas deportivos del segmento D con su modelo M3 E92, dado que ahora ya no fabrican M3 de dos puertas, han pasado a crear el M4, un coche que sí que abarca esta parte del mercado del automóvil, mejor opción por parte de la marca, ya que esta versión consta con acabados más agresivos y deportivos.
La 6.ª generación, denominada "G80", fue introducida en 2020. El M3 estándar cuenta con un motor de seis cilindros en línea de 2993 cm³ (3 L; 182,6 plg³) que produce 480 CV (473 HP; 353 kW), acoplado a una transmisión manual de seis velocidades, mientras en el M3 Competition la potencia sube a 510 CV (503 HP; 375 kW), acoplado a una transmisión automática de ocho velocidades. En 2021 se introdujo el M3 Competition xDrive también con 510 CV (503 HP; 375 kW), pero con tracción en las cuatro ruedas. En 2022 se introdujo el M3 Competition xDrive Touring (G81), la única versión familiar en su historia, siendo competencia de su principal rival: el Audi RS6 C8.

### M4
El BMW M4 es una versión de alto rendimiento del BMW Serie 4, desarrollado por la división BMW Motorsport BMW M GmbH. Nace de la renumeración que divide el cupé de la serie 3 y los modelos descapotables de la Serie 4, para diferenciarlo más de la Serie 3. El M4 sustituyó a los modelos M3 Cupé y descapotable; las mejoras con respecto a la serie 4 estándar incluyen: Motorización más potente con mayor respuesta al acelerador, biturbo, una mejor maniobrabilidad y sistemas mejorados de suspensión y frenado, mejoras aerodinámicas en la carrocería, asientos deportivos con el emblema tricolor "M" de Motorsport, un peso significativamente reducido en comparación con la serie 4 estándar, gracias a un uso extensivo de la fibra de carbono, especialmente en el techo y un nuevo chasis más rígido.[cita requerida]

### M5
En el Salón del automóvil de Ámsterdam de 1985, hizo su aparición la versión M de la Serie 5, basado en la carrocería E28. Fue una novedad que albergaba la capacidad de un lujoso sedán con prestaciones de un deportivo, con cuatro diferentes versiones alcanzando en 6.4 segundos los 100 km/h (62 mph).
La evolución llegó con el E34, con un tiempo de venta desde 1988 hasta 1995. La versión americana tuvo un período mucho más corto, en este la versión familiar de la serie tuvo su primer impacto M de 3795 cm³ (3,8 litros) y 3 años después fue modificado con uno de la misma cilindrada, pero este último tenía una transmisión manual de seis velocidades.
El E39 fue producido en la fábrica de Dingolfing, Alemania junto al resto de coches de la serie. Su introducción fue en el Salón del Automóvil de Ginebra de 1998 con un V8 de 4941 cm³ (4,9 litros), todos con transmisión manual de seis velocidades.
El último de los M5, el E60, llegó en 2004 con un motor V10 atmosférico de 4999 cm³ (5 litros), capaz de desarrollar 500 HP (507 CV; 373 kW). Contaba con una transmisión automática SMG de siete velocidades. Estas prestaciones lo llevaban de 0 a 100 km/h (62 mph) en 4.7 segundos, mientras que su velocidad máxima estaba limita electrónicamente a 250 km/h (155 mph).
En 2010 y después de seis años de éxitos, se decidió poner fin a su producción, con el fin de abocarse a lo que sería la siguiente generación: el M5 F10.
En 2024 se presentó la séptima generación G90, con tecnología de híbrido eléctrico enchufable. Su V8 M TwinPower Turbo de 4395 cm³ (4,4 L; 268,2 plg³) en combinación con el motor eléctrico, desarrollan una potencia total de 727 CV (717 HP; 535 kW) y 1000 N·m (738 lb·pie) de par máximo. Su interior ofrece comodidad y dinamismo, combinando así un sedán ejecutivo y un deportivo. Es capaz de alcanzar una velocidad máxima de 305 km/h (190 mph) con el paquete M Driver.

### M6
El BMW M6 es la versión de altas prestaciones del BMW Serie 6, un automóvil deportivo Gran Turismo en carrocerías coupé o descapotable de 2 puertas, producido por el fabricante alemán BMW de 1983-1989; y nuevamente revivido de 2005-2018.
El M6 estuvo disponible en generaciones anteriores con motor V10, concretamente en la segunda generación 2005-2010

### Z4 M
El Z4 M Se equipaba con un seis cilindros de 3246 cm³ (3,2 litros) tomado del M3 E46, cuyas prestaciones eran similares: de 0 a 100 km/h (62 mph) en 5 segundos. Entre sus diferencias a las versiones normales, tiene en diversas partes el logotipo "M", las agujas del velocímetro y el tacómetro son rojas con iluminación blanca, rines deportivos M, tubos de escape dobles de acero cromado, la manija de la palanca de cambios iluminada y volante de cuero versión M.[cita requerida]

### Z3 M
El BMW Z3 (denominación interna E36/7) es un Automóvil deportivo producido por el fabricante alemán BMW entre los años 1996 y 2002. Se trata de un biplaza de motor delantero longitudinal y tracción en las ruedas traseras, disponible en carrocería descapotable de techo de lona (Z3 Roadster) y cerrada (Z3 Coupé). La versión roadster es la más extendida, dado el mayor tiempo de producción que la versión coupé, que apareció dos años más tarde. De la primera se fabricaron en torno a 220 000 unidades en sus seis años de ventas, mientras que de la segunda tan solo se fabricaron en torno a 11 000 unidades, convirtiéndose en uno de los modelos más curiosos y exclusivos de la marca bávara.
El Z3 aparece después del BMW Z1, modelo que recuperó, tras algo más de treinta años, la producción y desarrollo en  BMW de biplazas deportivos. El Z3 se inspira claramente en el legendario BMW 507 de 1955-58, diseñado por el famoso conde Albrecht Goertz y considerado por muchos como el automóvil más bello de la Historia. Se presentó por primera vez a la venta en el catálogo navideño de la elegante cadena norteamericana de tiendas Neiman Marcus y, tras aparecer como «coche Bond» en la película Goldeneye, su demanda creció considerablemente con casi 300 000 unidades fabricadas.

### X5 y X6 M
Son los SUV X5 y X6, con una motorización BMW M de 555 CV (547 HP; 408 kW) en 2012 575 CV (567 HP; 423 kW) para 2015. Actualmente se encuentran por la segunda generación.[cita requerida]

### M8
Con la llegada de la Serie 8, el fabricante se planteaba lanzar esta versión deportiva del cupé más grande de la casa, el cual ya estuvo sobre la mesa en los años 1990, pero se había cancelado después. También era conocido internamente como "Ferrari Killer".